# Соли (Киликия)
Вижте пояснителната страница за други значения на Соли.
Соли (на гръцки: Σόλοι, Soloi) е бил древен средиземноморски град и пристанище в историческата област Киликия, останките от който днес се намират на територията на община Мезитли на 11 km на запад от град Мерсин, Турция.

## История
От древни източници е известно, че градът бил колония на Родос, основан около 700 г. пр.н.е. от аргосци и лиди между устията две реки – Лам и Пирам. Както други градове от Анатолия, от средата на 6 век пр.н.е. до нашествието на Александър Велики през 4 век пр.н.е., Соли бил под персийска власт, но имал право да сече собствени монети, което е важен индикатор за относително автономното му положение.
След смъртта на Александър Велики, с управлението на династията на Селевкидите, започнал „Златният век“ за Соли. За стандартите на Киликия това бил достатъчно значителен и процъфтяващ град-държава. Сред известните му жители били поетът Арат от Соли (315/310 – 245 пр.н.е), философът-стоик Хризип (280 - 207 г. пр.н.е.), философът Атенодор от Соли, комедиографът Филемон.
През първи век пр.н.е. великоарменският владетел Тигран II Велики води войни с партите и селевкидите и превзема североизточна Киликия, Комагена и Финикия. Град Соли също бил завладян и разрушен, а жителите му били преселени в столицата Тигранакерт. Започнал период от пиратство, грабежи и търговия на роби.
През 67 г. пр.н.е. римският генерал Гней Помпей възстановява наново града вече под името Помпейополис (на гръцки: Πομπηιούπολις), който не бива да се бърка с Помпейополис в Пафлагония. Помпей прави реформи и дава възможност на пиратите от региона да се узаконят, заселвайки се в града. Под негово управление настава нов период на благоденствие за Помпейополис. По време на своята обиколка из Анатолия, римският император Адриан през 130 г. предоставя парична помощ за укрепване на пристанището на града.
По време на византийския период, Помпейополис е епархиен център, но през 525 година силно земетресение срутва града и го обезлюдява. През 7 в. градът е завзет от арабите.
През 19 век много европейски пътешественици из Ориента посещават останките от Соли и Помпейополис и отбелязват в пътеписите си наличието на древен амфитеатър, баня и некропол.

## Съвременен изглед
В съвременността от Соли е останала само Колонадата – главната улица на града, от двете страни на чието продължение са се издигали общо двеста колони, по сто от всяка страна. След разрушителното земетресение през 6 век, от тези двеста колони са останали да се издигат само 33. Колоните са в коринтски стил, като някои от тях са украсени със скулптурни изображения на божества. Една част от капителите и от откритите при археологически разкопки статуи – на Дионисий, Пан, Асклепий, Телесфор и император Балбин – се пазят в Археологическия музей в Мерсин. Статуите свидетелстват за развита скулптурна школа в града, датираща към 3 век. Надписите на някои от колоните разкриват, че бюстовете върху тях са на римски магистрати и висши сановници.

## Терминът „солецизъм“
От името на града Соли произлиза терминът от езикознанието солецизъм, който означава синтактична грешка, неправилен граматически израз. Етимологията на термина се обяснява с това, че жителите на Соли се отнасяли небрежно към езика и говорели на диалект, който бил стилово нисък в сравнение с високия стил на атическия гръцки.